# X-COM: Genesis
X-COM: Genesis — отменённая компьютерная стратегическая игра серии X-COM. Согласно задумке, игра должна была быть похожа по духу на первые две части серии, но использовать трёхмерный движок вместо тайловой графики и бои в реальном времени с активной паузой вместо пошаговых тактических боёв

## Игровой процесс
X-COM: Genesis разрабатывалась как стратегия в реальном времени с активной паузой. Игра задумывалась как близкая по духу к первым двум играм серии X-COM, но с использованием трёхмерного движка и без пошаговых тактических боёв. В игре присутствовали элементы ролевой игры и разделение на два игровых режима — развитие базы и битву отрядами.

## Сюжет
Согласно дизайн-документу, действие игры должно было начаться 8 сентября 2085 года, через восемь дней после того, как команда X-COM закрыла последний межпространственный портал, когда жители Мегапрайма (англ. Mega-Primus) всё ещё заняты ликвидацией последствий инопланетного вторжения, произошедшего в X-COM: Apocalypse. Внезапно обрывается связь с колониями землян на Марсе и в поясе астероидов. Отправленные на разведку патрули пропадают без вести. Вскоре пропадает связь и с Луной, а на орбите земли появляется огромная флотилия инопланетян, начинается вторжение. Тем временем вооружённые силы землян до сих пор не восстановились после третьей войны с инопланетянами и испытывают недостаток вооружения, вызванный тем, что трофейные инопланетные технологии перестали работать после закрытия портала.
22 сентября кластер Рубеж (англ. The Frontier), находящийся в 100 световых годах от Земли, получает просьбу о помощи. Согласно докладам, инопланетяне установили контроль над всеми крупными городами Земли и начали прочёсывать планету с целью уничтожить или захватить в рабство остальных людей. Остатки земных вооружённых сил закрепились в отдалении от крупных городов, однако, согласно подсчётам, они не смогут продержаться дольше 4—6 недель.
Командир отряда X-COM немедленно отдаёт приказ снарядить вооружённую до зубов экспедицию, и, возглавив её, отправляется на Землю. Армии X-COM прибывают на орбиту планеты 14 декабря, где их встречает инопланетная флотилия. В ожесточённой, но быстрой схватке X-COM уничтожает около половины сил инопланетян, но терпит поражение. Командир X-COM с небольшим отрядом берёт на абордаж один из инопланетных судов и обнаруживает, что он повреждён гораздо сильнее, чем изначально предполагалось. Собрав, что было возможно, отряд высаживается на планету и начинает свою миссию.

## Разработка
После того, как у MicroProse начались финансовые трудности, её активы, включая права на серию X-COM, перешли американскому производителю игрушек Hasbro. Новый владелец решил выпустить по вселенной серию сопутствующих продуктов, а для их продвижения издать компьютерные игры. В середине 1999 года началась разработка двух игр серии — X-COM: Alliance и X-COM: Genesis. Команда разработки Genesis в основном состояла из бывших сотрудников MicroProse, ранее разрабатывавших X-COM: Interceptor, включая ведущего геймдизайнера Дэйва Эллиса.
Для разработки игры был создан собственный игровой движок с редактором уровней, а также система «Geoscape», отображающая трёхмерную Землю с видом с орбиты и возможностью приближения.
В декабре 1999 года Hasbro закрыла подразделение, отвечавшее за электронные развлечения. Разработка Genesis была отменена спустя 6 месяцев после начала разработки. Наработки Genesis были использованы при создании X-COM: Enforcer. В дальнейшем наработки и права на серию были переданы компании Infogrames.